# Hazel Brugger

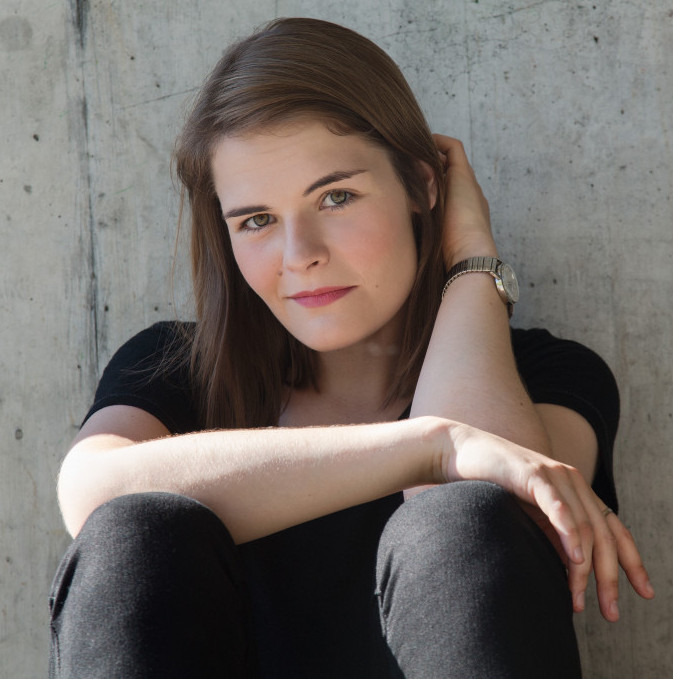
Hazel Brugger (2015)

Hazel Brugger (* 9. Dezember 1993 in San Diego, Kalifornien als Allison Hazel Brugger, bürgerlich Hazel Allison Spitzer) ist eine schweizerisch-deutsch-US-amerikanische Stand-up-Comedian, Kabarettistin, Moderatorin, Bloggerin, Autorin und Slam-Poetin.

## Leben

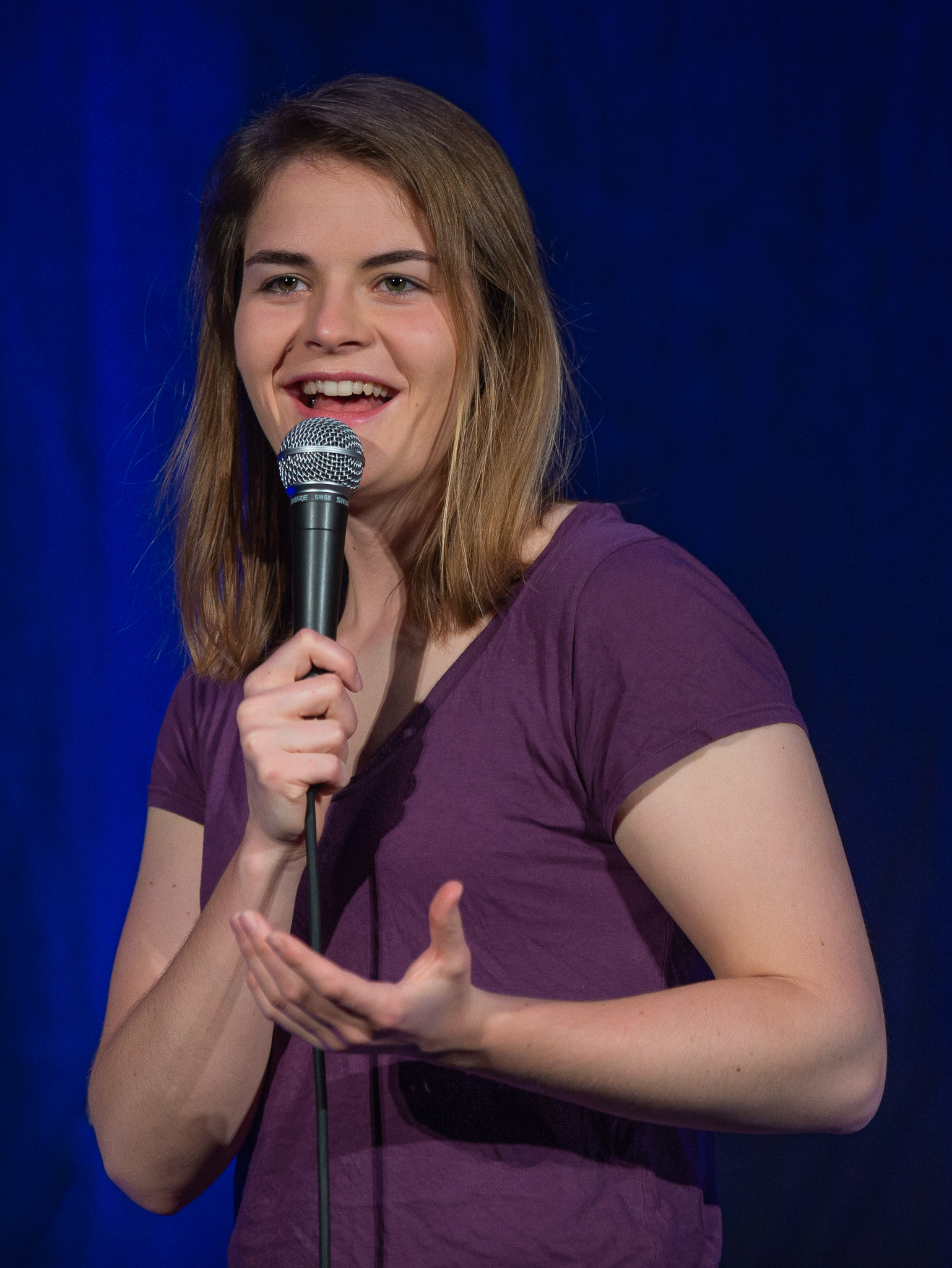
Hazel Brugger (2018)

Hazel Bruggers Vater ist der Schweizer Neuropsychologe Peter Brugger, ihre Mutter ist Englischlehrerin und stammt aus Köln. Durch ihre Geburt in den USA besitzt sie neben dem Schweizer Bürgerrecht und der deutschen Staatsangehörigkeit auch die US-amerikanische Staatsbürgerschaft.
Brugger wuchs in Dielsdorf in der Nähe von Zürich auf; sie hat zwei ältere Brüder. Nach der Matura an der Kantonsschule Zürcher Unterland in Bülach begann sie ein Studium der Philosophie und Literatur an der Universität Zürich, das sie abbrach. Mit 17 Jahren begann sie ihre Laufbahn auf einer Poetry-Slam-Bühne in Winterthur.
Brugger ist seit 2014 mit Thomas Spitzer, der auch ihr Geschäftspartner ist, zusammen und seit 2020 mit ihm verheiratet. Beide betreiben seit Anfang 2020 die Produktionsgesellschaft Viel Spaß GmbH. In der Spotify-Show Nur verheiratet sprachen sie seit Anfang 2021 über ihre Beziehung. Im März 2021 kam ihre erste gemeinsame Tochter auf die Welt, im Februar 2024 wurde die Geburt der zweiten Tochter bekanntgegeben. Nach der Absetzung der Podcastreihe Nur verheiratet im Dezember 2022 durch Spotify startete im März 2023 der neue gemeinsame Podcast Hazel Thomas Hörerlebnis bei Joyn.
Im November 2021 erklärten Brugger und Spitzer, sie würden vorübergehend privat keine Menschen mehr treffen wollen, die nicht gegen COVID-19 geimpft seien. In der Folge erhielten die beiden Morddrohungen.

## Karriere
Brugger schrieb von 2014 bis 2017 eine zweiwöchentliche Kolumne für Das Magazin und war von 2013 bis 2014 Kolumnistin für Hochparterre und ebenfalls für die TagesWoche. Sie moderierte 2015 alle zwei Monate den Live-Talk Hazel Brugger Show and Tell im Zürcher Theater Neumarkt. Im Oktober 2013 gewann Brugger den Schweizer Meistertitel bei den vierten Poetry-Slam-Meisterschaften. Im November 2015 startete sie ihr erstes Bühnenprogramm Hazel Brugger passiert.

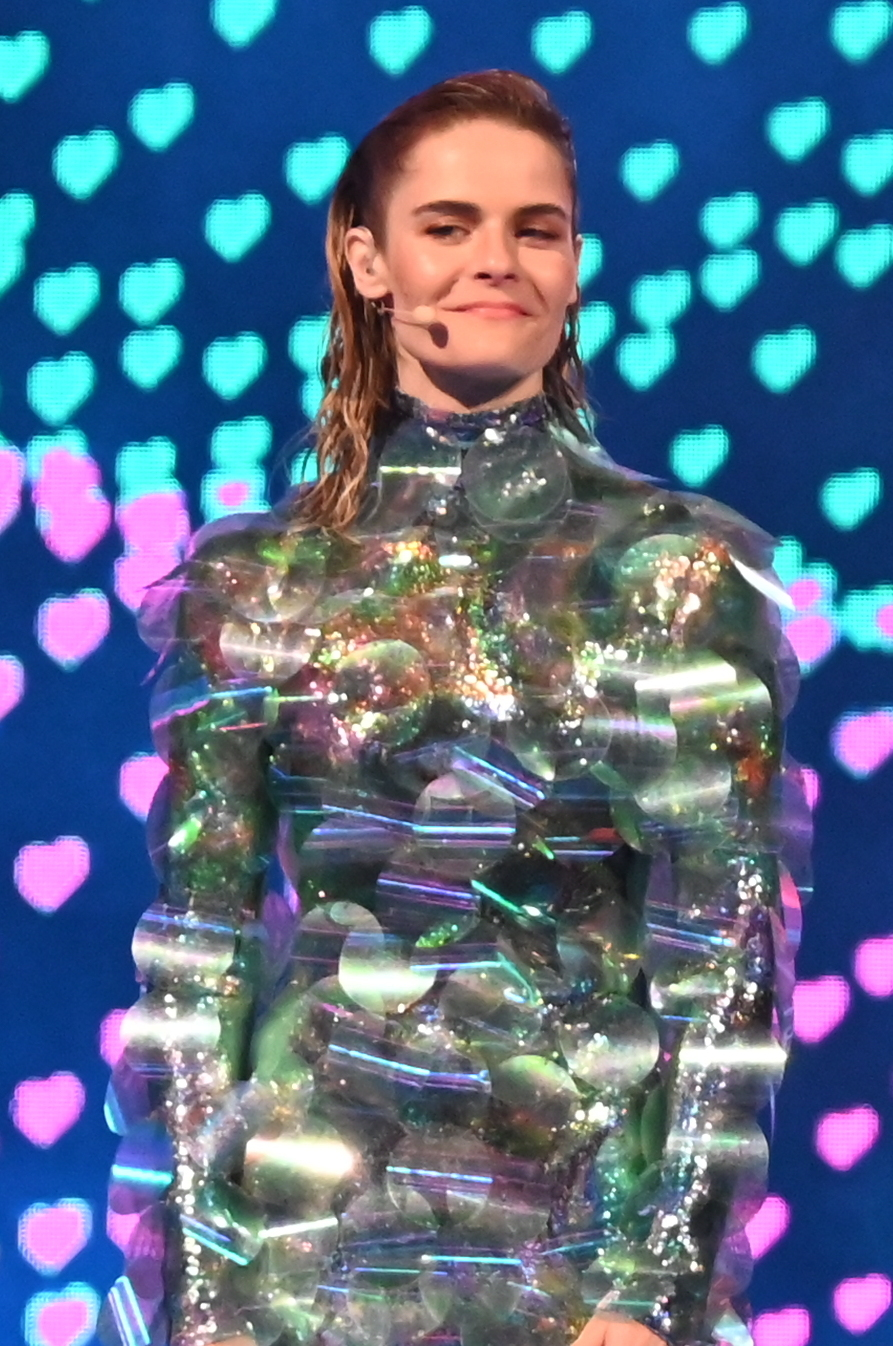
Hazel Brugger beim zweiten Halbfinale des ESC (2025)

Zwischen 2016 und 2020 war sie in der heute-show des ZDF als Aussenreporterin tätig. Im April 2016 trat sie erstmals als Gast-Kabarettistin in der ZDF-Satiresendung Die Anstalt auf. 2017 gewann sie als bisher jüngste Preisträgerin den Kabarett-Preis Salzburger Stier für die Schweiz. Seit 2019 produziert und moderiert Brugger zusammen mit Thomas Spitzer die YouTube-Serie Deutschland Was Geht, in welcher skurrile oder besondere Orte und Ereignisse in Deutschland vorgestellt werden. Dabei treten auch andere Comedians mit auf, z. B. Lutz van der Horst oder Nico Semsrott. 2020 wurde die Serie als Europa Was Geht fortgeführt, in der europäische Metropolen und ihre Eigenheiten präsentiert wurden. Einige größere Drehs für diese Reihe – zum Beispiel in Liverpool und Straßburg – mussten wegen der Pandemie kurzfristig abgesagt werden.
Ab Februar 2019 präsentierte sie bei Bühnenauftritten ihr zweites Soloprogramm Tropical, bevor geplante Termine aufgrund der COVID-19-Pandemie abgesagt werden mussten. Ab Dezember 2020 war eine Aufzeichnung des Programms als Special auf Netflix abrufbar. Ende Februar 2020 moderierte Brugger die Swiss Music Awards in Luzern. Im September 2020 wurde sie für den Deutschen Comedypreis 2020 in der Kategorie Beste Komikerin nominiert, den sie am 2. Oktober desselben Jahres gewann.
Im April 2021 gewann Brugger beim Wettbewerb Die Goldenen Blogger 2021 den ersten Preis in der Kategorie Beste Comedy. Ab Juli 2021 präsentierte sie ihr drittes Bühnenprogramm Kennen Sie diese Frau? Im September 2023 moderierte sie eine Sendung von MaiThink X – Die Show. Im November 2023 war sie bei Wetten, dass..? Moderatorin der Schweizer Außenwette.
Im Januar 2024 strahlte der TV-Kultursender 3sat eine einstündige Aufzeichnung ihres Bühnenprogramms Kennen Sie diese Frau? aus. Das Comedy-Special wurde in Verbindung mit einem halbstündigen Making-of-Video zusätzlich auf YouTube veröffentlicht.
Im Mai 2025 moderierte Brugger den Eurovision Song Contest in Basel. Die Moderation der beiden Halbfinals übernahm sie gemeinsam mit Sandra Studer und im Finale wurden die beiden durch Michelle Hunziker unterstützt. Ihr dortiger Auftritt bescherte Brugger internationale Bekanntheit und Beliebtheit. So plant sie in Lund in Schweden ihre erste internationale Show, Auftritte in den USA sollen folgen.

## Gastauftritte
- 2016, 2017 und 2018 in Die Anstalt
- 2016 im Neo Magazin Royale
- 2018 in der 236. Folge der Improvisationskomiksendung Dittsche des WDR Fernsehens.[37]
- 2019 in der 55. Folge der Late-Night-Show Late Night Berlin von ProSieben
- 2020 in der 5. Folge von Die Carolin Kebekus Show des WDR Fernsehen[38]
- 2020 im Format Kurzstrecke von Pierre M. Krause auf YouTube[39]
- 2021 in der 24. und 27. Folge von Joko & Klaas gegen ProSieben
- 2022, 2023, 2024 und 2025 nahm sie an der Comedy-Sendung LOL: Last One Laughing teil.
- 2023 Teilnahme an der 6. Staffel von Wer stiehlt mir die Show, in der sie eine Show selbst moderierte.
- 2024 in Kroymann (Satiresendung, Ist die noch gut?) als sie selbst
- 2024 in Das Duell um die Welt
- 2024 in Verstehen Sie Spaß? als Katja von der Strandaufsicht Schleswig-Holstein
- 2025 in Eurovision Song Contest 2025 als Co-Moderation
- 2025 in Till Tonight als Gast

## Live-Programme
- 2015: Hazel Brugger passiert
- 2018: Tropical
- 2021: Kennen Sie diese Frau?
- 2024: Immer noch wach

## Bücher
- Ich bin so hübsch. Kein & Aber, Zürich 2016, ISBN 978-3-0369-5936-8.
- Hazel Brugger (Autorin), Thomas Spitzer (Autor), Jannes Weber (Illustrator): Deutschland Was Geht – Das Wimmelbuch. Kinderbuch, Diogenes, Zürich 2021, ISBN 978-3-257-01294-1.

## Hörbücher
- Hazel Brugger passiert* : live im Café Kairo Bern. Audio-CD, Der gesunde Menschenversand, Luzern 2016, ISBN 978-3-03853-029-9.

## Filme
- 2020: Hazel Brugger: Tropical, Netflix Stand-Up-Special, 58 Min.[40]
- 2024: Kennen Sie diese Frau?

## Auszeichnungen
- 2013: «Schweizer Meister» im Poetry-Slam
- 2015: «Nachwuchsjournalistin des Jahres» des Branchenmagazins Schweizer Journalist
- 2016: «Schweizer Kolumnistin des Jahres» bei der Online-Umfrage unter 1400 Schweizer Journalisten des Branchenmagazins Schweizer Journalist.[41]
- 2017: Deutscher Kleinkunstpreis, Förderpreis der Stadt Mainz
- 2017: Salzburger Stier[42]
- 2017: Bayerischer Kabarettpreis, Senkrechtstarter-Preis
- 2017: Swiss Comedy Award, Jurypreis
- 2017: Deutscher Comedypreis 2017, Beste Newcomerin
- 2020: Deutscher Comedypreis 2020, Beste Komikerin
- 2021: Die Goldenen Blogger, Beste Comedy
- 2024: Deutscher Kleinkunstpreis in der Kategorie Stand-Up[43]
- 2024: EXPRESS Queer Award in der Kategorie «Ally des Jahres»[44]